# Мелроз (Шотландия)
Мелро́з, Мелро́уз (англ. Melrose, скотс Melrose, гэльск. Am Maol Ros) — небольшой исторический город в Шотландии, в округе Скоттиш-Бордерс, на реке Туид у подножия холма Эйлдон.

## Топоним

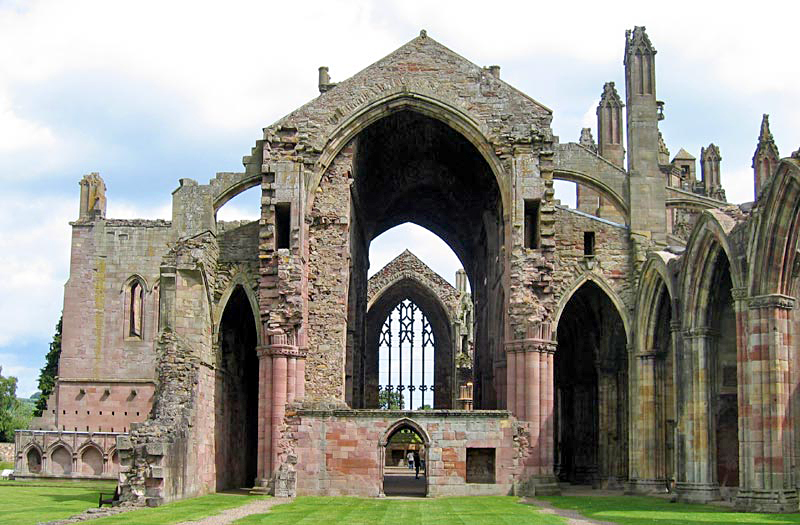
Аббатство Мелроуз

Название происходит от бретонского moelros, родственное гэльск. Maolros (болотистая пустошь). Существует также предположение, что maol может относиться к аббатским монахам, которые выбривали волосы на голове.

## Достопримечательности
Одна из основных достопримечательностей — развалины аббатства Мелроз, места захоронения сердца шотландского короля Роберта I Брюса. Также в этом аббатстве в VII веке вёл отшельническую жизнь католический святой Дритхельм. В нескольких милях к западу от города расположено поместье Эбботсфорд, дом-музей знаменитого шотландского писателя Вальтера Скотта.
В Мелроузе жил в своём замке Томас Лермонт — дальний возможный предок Михаила Юрьевича Лермонтова.

## Спорт
Мелроз считается родиной такого вида спорта, как регби-7: в 1883 году здесь прошёл первый официально признанный матч по регби-7.

## Видные уроженцы
- Король Артур, возможно, похоронен на Илден Хил[англ.]
- Джеймс Блэр награждён Крестом Виктории.
- Джон Робертсон Хендерсон — зоолог.
- Уильям Александр Керр награждён Крестом Виктории.
- Кетрин Хелен Спенс[англ.] — австралийская журналистка, учитель, писатель, суфражистка и политик.